# Sonate pour violon et piano no 1 de Milhaud
Pour les articles homonymes, voir Sonate pour violon et piano no 1.
La Sonate pour violon et piano no 1, op. 3, est une œuvre de musique de chambre de Darius Milhaud composée en 1911.

## Présentation
Première partition de musique de chambre de Darius Milhaud, la Sonate pour violon et piano no 1 est composée à Aix-en-Provence en 1911,.
L'œuvre est créée par la violoniste Yvonne Giraud et la pianiste Georgette Guller le 3 mai 1913 à Paris, salle de la Société des concerts (Ancien conservatoire), lors d'un concert de la Société musicale indépendante,.
Œuvre de jeunesse, la partition sera par la suite reniée par le compositeur.

## Structure
La Sonate, d'une durée moyenne d'exécution de vingt minutes environ, est constituée de trois mouvements, :
1. Lent et robuste. Animé ;
2. Très lent ;
3. Très rythmé, joyeux.

Pour Colin Mason et Edwin Evans, « cette sonate est immature, pas très adroite dans sa construction ni riche d'invention, mais elle regorge de vitalité et de passion, et possède la vigueur qui caractérise tant les dernières œuvres de Milhaud ».
La partition est publiée par Durand. Dans le catalogue des œuvres de Darius Milhaud, la Sonate pour violon et piano no 1 porte le numéro d'opus 3,.

## Discographie
- Milhaud: Complete Violin Sonatas; Complete Viola Sonatas, Gran Duo Italiano (Mauro Tortorelli, violon et alto, Angela Meluso, piano), Brilliant Classics 95232, 2016.